# Entente de la Méditerranée
L’Entente de la Méditerranée (en allemand Mittelmeerentente) est un traité conclu entre le Royaume-Uni et le royaume d'Italie le 12 février 1887 sous la médiation du chancelier allemand Otto von Bismarck. Le 24 mars, l'Autriche-Hongrie signa à son tour le traité, suivie par l'Espagne le 4 mai.
Il reconnaissait le statu quo en mer Méditerranée. Dans les faits, l'un des objectifs principaux du traité était d'endiguer l'expansion de l'Empire russe dans les Balkans et sa volonté de contrôler les détroits : celui du Bosphore et celui des Dardanelles. En ce sens, il assurait également l'existence de l'Empire ottoman. Par ailleurs, les intérêts de l'Italie face à la France étaient garantis.
Bismarck de son côté profite de ce traité pour rapprocher le Royaume-Uni de la Triplice, sans pour autant y faire participer l'Empire allemand. Cependant, ce profit fut de courte durée, le Royaume-Uni se rapprochant par la suite de la Russie. À la suite du télégramme Kruger, l'alliance fut dissoute, en 1896.
Par ailleurs, ce traité entrait en conflit avec le traité de réassurance passé entre l'Empire allemand et la Russie.